# Encadenat cap enrere
L'encadenament cap enrere (o raonament cap enrere) és un mètode d'inferència descrit col·loquialment com un treball cap enrere des de l'objectiu. S'utilitza en provadors de teoremes automatitzats, motors d'inferència, assistents de prova i altres aplicacions d'intel·ligència artificial.
En teoria de jocs, els investigadors l'apliquen a subjocs (més senzills) per trobar una solució al joc, en un procés anomenat inducció cap enrere. Als escacs, s'anomena anàlisi retrògrada i s'utilitza per generar bases de taula per a les partides finals d'escacs per ordinador.
L'encadenament cap enrere s'implementa en la programació lògica mitjançant la resolució SLD. Ambdues regles es basen en la regla d'inferència del modus ponens. És un dels dos mètodes de raonament més utilitzats amb regles d'inferència i implicacions lògiques; l'altre és l'encadenament cap endavant. Els sistemes d'encadenament cap enrere solen emprar una estratègia de cerca en profunditat, per exemple, Prolog.

## Com funciona
L'encadenament cap enrere comença amb una llista d'objectius (o una hipòtesi) i funciona cap enrere des del conseqüent fins a l'antecedent per veure si alguna dada admet alguna d'aquestes conseqüències. Un motor d'inferència que utilitza l'encadenament cap enrere cercaria les regles d'inferència fins que en trobe una amb una consegüent clàusula (Then) que coincideixi amb un objectiu desitjat. Si no se sap que l'antecedent (clàusula If ) d'aquesta regla és cert, llavors s'afegeix a la llista d'objectius (perquè es confirmi l'objectiu també cal proporcionar dades que confirmin aquesta nova regla).

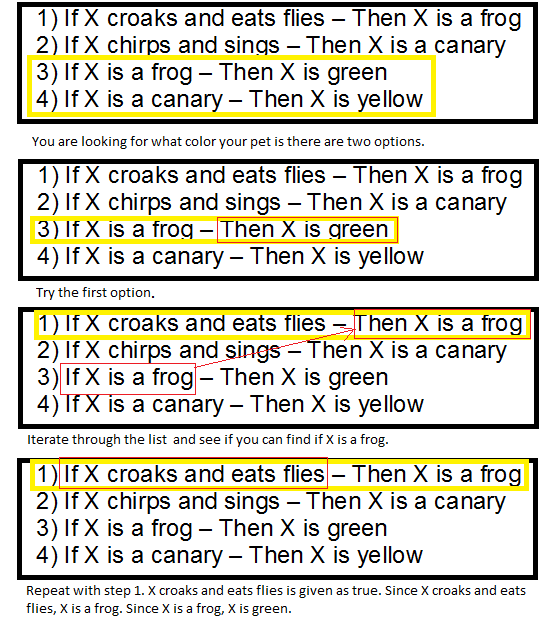
Un exemple d'encadenament cap enrere

Per exemple, suposem que una mascota nova, Fritz, s'entrega en una caixa opaca juntament amb dos fets sobre Fritz:
- Fritz gralla
- Fritz menja mosques

L'objectiu és decidir si Fritz és verd, basant-se en una base de regles que conté les quatre regles següents:
1. Si X gralla i X menja mosques, llavors X és una granota
2. Si X xiula i X canta, llavors X és un canari
3. Si X és una granota, llavors X és verd
4. Si X és un canari, llavors X és groc

Amb un raonament cap enrere, un motor d'inferència pot determinar si Fritz és verd en quatre passos. Per començar, la consulta es formula com una afirmació d'objectiu que s'ha de demostrar: "Fritz és verd".